# Арвесон (тауншип, Миннесота)
Арвесон (англ. Arveson) — тауншип в округе Китсон, Миннесота, США. На 2000 год его население составило 100 человек.

## География
По данным Бюро переписи населения США площадь тауншипа составляет 89,6 км², из которых 81,1 км² занимает суша, а 8,5 км² — вода (9,54 %).

## Демография
По данным переписи населения 2000 года здесь находились 100 человек, 33 домохозяйства и 27 семей. Плотность населения —  1,2 чел./км². На территории тауншипа расположена 41 постройка со средней плотностью 0,5 построек на один квадратный километр. Расовый состав населения: 99,00 % белых и 1,00 % коренных американцев.
Из 33 домохозяйств в 42,4 % воспитывались дети до 18 лет, в 78,8 % проживали супружеские пары, в 3,0 % проживали незамужние женщины и в 15,2 % домохозяйств проживали несемейные люди. 9,1 % домохозяйств состояли из одного человека, при том 9,1 % из — одиноких пожилых людей старше 65 лет. Средний размер домохозяйства — 3,03, а семьи — 3,25 человека.
32,0 % населения — младше 18 лет, 5,0 % — в возрасте от 18 до 24 лет, 18,0 % — от 25 до 44, 28,0 % — от 45 до 64, и 17,0 % — старше 65 лет. Средний возраст — 40 лет. На каждые 100 женщин приходилось 122,2 мужчин. На каждые 100 женщин старше 18 приходилось 112,5 мужчин.
Средний годовой доход домохозяйства составлял 27 188 долларов, а средний годовой доход семьи —  28 750 долларов. Средний доход мужчин —  23 438  долларов, в то время как у женщин — 21 250. Доход на душу населения составил 12 535 долларов. За чертой бедности находились 23,1 % семей и 25,3 % всего населения тауншипа, из которых 31,3 % младше 18 и 23,8 % старше 65 лет.